# Cassidias argentinea
Cassidias argentinea là một loài chân đều trong họ Sphaeromatidae. Loài này được Richardson miêu tả khoa học năm 1906.